# 2000年德国大奖赛
2000年德国大奖赛，官方名称为2000年美孚1号德国大奖赛（德語：Grosser Mobil 1 Preis von Deutschland 2000），是2000年世界一级方程式锦标赛的第十一场比赛，正赛于2000年7月30日在德国巴登-符腾堡州的霍根海姆赛道举行。来自法拉利车队的车手鲁本斯·巴里切罗获得冠军。

## 背景
赛前，法拉利车手迈克尔·舒马赫以56分领跑车手积分榜，领先迈凯伦车队的大卫·库特哈德（50分）和他的队友米卡·哈基宁（48分）。法拉利车手鲁本斯·巴里切罗以36分排名第四，贝纳通车队车手詹卡洛·费斯切拉以18分排名第五。车队积分榜上，法拉利车队以92分领先，迈凯伦车队和威廉姆斯车队积88分和19分分列二三名（其中迈凯伦车队被罚去10分）。
独家轮胎供应商普利司通带来了软胎和中性胎两种干地胎，以及半雨胎和全雨胎。
7月16日的奥地利大奖赛之后，各车队于7月18日至21日进行了季中测试，为之后的比赛做准备。迈凯伦车队、贝纳通车队、乔丹车队、捷豹车队、索伯车队和英美车队在银石赛道测试。迈凯伦的试车手奥利维耶·潘尼斯在前两天的测试中接连创下了最快成绩。捷豹车队试车手卢恰诺·布尔蒂在第一天事故中撞坏了赛车的悬架、前后翼子板和侧箱，导致车队不得不运来备用车用于第二天的测试。第二天布尔蒂赛车的右后胎又脱落了，而雅诺·特鲁利损坏了他的悬架和尾翼。费斯切拉在第三天的测试中领先。法拉利车队试车手卢卡·巴多尔则在费奥拉诺赛道为期四天的测试中，专注于测试发动机和空气动力学；迈克尔·舒马赫则在第四天进行了起步练习和组件测试。
捷豹车队的埃迪·埃尔文在前一场奥地利大奖赛因病退赛，恢复健康后获准参加德国大奖赛。
由于霍根海姆赛道的长直道，车队调校赛车时，需减少空气下压力并提高空气动力效率。捷豹车队恢复了在摩纳哥大奖赛上使用的车身，并安装了经过改进的考斯沃斯引擎。乔丹车队推出了新款赛车EJ10B（EJ10的改进款赛车），该车原定于在之前的奥地利大奖赛亮相，但因其车身需要接受国际汽车联合会的安全测试，且乔丹希望为EJ10B开发更多备件，该车的比赛首秀被推迟到本站比赛。

## 练习赛
练习赛分为四节，周五的两节时长1小时，周六的两节时长45分钟。
第一节练习赛中，迈克尔·舒马赫做出了1分43秒532的最快成绩，领先第二名米卡·哈基宁约0.6秒。雅诺·特鲁利的赛车引擎发生故障；简森·巴顿的赛车在维修区入口打转并撞车，导致前翼损毁。
第二节练习赛前的雨导致车速变慢，米纳尔迪车队的两位车手均发生事故：加斯东·马扎卡尼撞上护栏，而马克·赫内的赛车则陷在最后一个弯道的砂石地中。拉尔夫·舒马赫因更换引擎错过了半场练习赛。
第三节练习赛是在潮湿的天气条件和间歇性的雨中举行的。哈基宁做出了本节最快圈速1分44秒144，拉尔夫·舒马赫因赛道湿滑撞上了一号弯的轮胎墙，而普罗斯特车队的让·阿莱西的赛车后悬挂断裂，赛车陷入砂石地。
第四节练习赛中，赛道变得干燥，车手们大多早早离开维修区，驶上赛道。哈基宁做出了当天最快成绩1分41秒658，詹卡洛·费斯切拉的赛车引擎发生故障，冒出滚滚浓烟，而迈克尔·舒马赫撞上护墙，不得不在排位赛中使用备用车。

## 排位赛

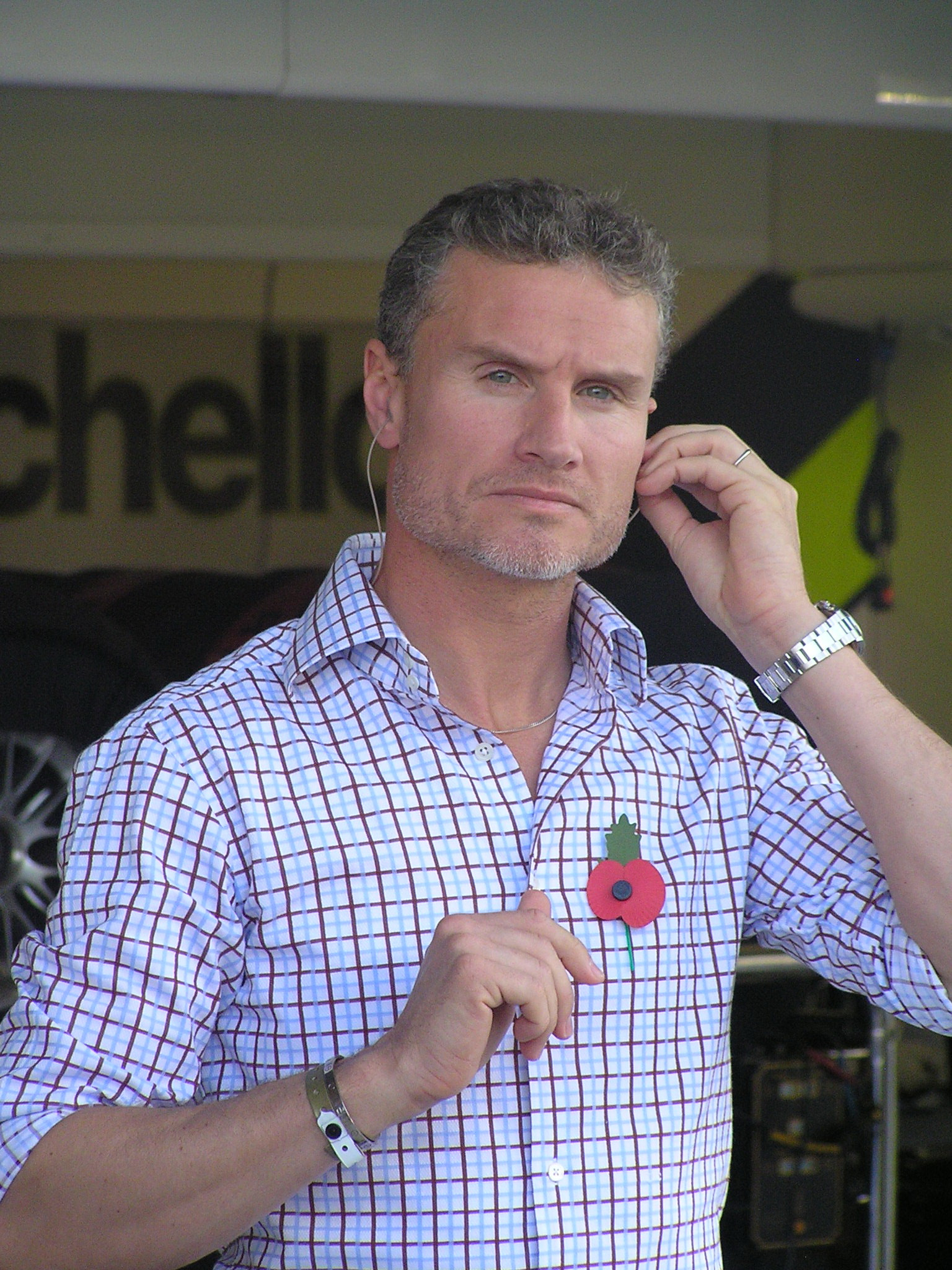
大卫·库特哈德（摄于2009年）夺得杆位。

7月29日（星期六）下午举行的排位赛即将开始时，赛道上空开始下雨，比赛期间雨势断断续续。最终大卫·库特哈德获得杆位，迈克尔·舒马赫在最后时刻升至第二名，而詹卡洛·费斯切拉因接受赛会检查时未将赛车停到正确位置而被罚款5000美元，但保住了自己第三名的排位赛成绩。

### 排位赛成绩
| 排名               | 车号 | 车手                   | 车队               | 用时     | 差距   |
| ------------------ | ---- | ---------------------- | ------------------ | -------- | ------ |
| 1                  | 2    | 大卫·库特哈德          | 迈凯伦-梅赛德斯    | 1:45.697 |        |
| 2                  | 3    | 迈克尔·舒马赫          | 法拉利车队         | 1:47.063 | +1.366 |
| 3                  | 11   | 詹卡洛·费斯切拉        | 贝纳通-Playlife    | 1:47.130 | +1.433 |
| 4                  | 1    | 米卡·哈基宁            | 迈凯伦-梅赛德斯    | 1:47.162 | +1.465 |
| 5                  | 18   | 佩德罗·德拉罗萨        | 飞箭-Supertec      | 1:47.786 | +2.089 |
| 6                  | 6    | 亚尔诺·特鲁利          | 乔丹-本田-无限     | 1:47.833 | +2.136 |
| 7                  | 12   | 亚历山大·伍尔兹        | 贝纳通-Playlife    | 1:48.037 | +2.340 |
| 8                  | 8    | 强尼·赫伯特            | 捷豹-考斯沃斯      | 1:48.078 | +2.381 |
| 9                  | 22   | 雅克·维伦纽夫          | 英美-本田          | 1:48.121 | +2.424 |
| 10                 | 7    | 埃迪·埃尔文            | 捷豹-考斯沃斯      | 1:48.305 | +2.608 |
| 11                 | 19   | 乔斯·维斯塔潘          | 飞箭-Supertec      | 1:48.321 | +2.624 |
| 12                 | 23   | 里卡多·宗塔            | 英美-本田          | 1:48.665 | +2.968 |
| 13                 | 15   | 尼克·海费尔德          | 普罗斯特-标致      | 1:48.690 | +2.993 |
| 14                 | 9    | 拉尔夫·舒马赫          | 威廉姆斯-宝马      | 1:48.841 | +3.144 |
| 15                 | 17   | 米卡·萨洛              | 索伯-马石油        | 1:49.204 | +3.507 |
| 16                 | 10   | 简森·巴顿              | 威廉姆斯-宝马      | 1:49.215 | +3.518 |
| 17                 | 5    | 海因茨-哈拉尔德·弗伦岑 | 乔丹-本田-无限     | 1:49.280 | +3.583 |
| 18                 | 4    | 鲁本斯·巴里切罗        | 法拉利车队         | 1:49.544 | +3.847 |
| 19                 | 16   | 佩德罗·迪尼兹          | 索伯-马石油        | 1:49.936 | +4.239 |
| 20                 | 14   | 让·阿莱西              | 普罗斯特-标致      | 1:50.289 | +4.592 |
| 21                 | 21   | 加斯东·马扎卡尼        | 米纳尔迪-Fondmetal | 1:51.611 | +5.914 |
| 22                 | 20   | 马克·赫内              | 米纳尔迪-Fondmetal | 1:53.094 | +7.397 |
| 107%时间: 1:53.096 |      |                        |                    |          |        |
| 资料来源:          |      |                        |                    |          |        |

## 热身赛
7月30日（星期日）上午9点半，半小时的热身赛开始。起步时，维伦纽夫和维斯塔潘于克拉克减速弯处相撞。由于二人的赛车占据了大半条赛道，赛会出示了黄旗。维斯塔潘手臂多处擦伤。而库特哈德在热身赛开始十分钟后做出最快圈速1分44秒065，却在体育场弯打转并撞上轮胎墙，不得不返回维修区驾驶备用车。德拉罗萨在驶过一些碎片时发生爆胎，但没有受伤。

## 正赛

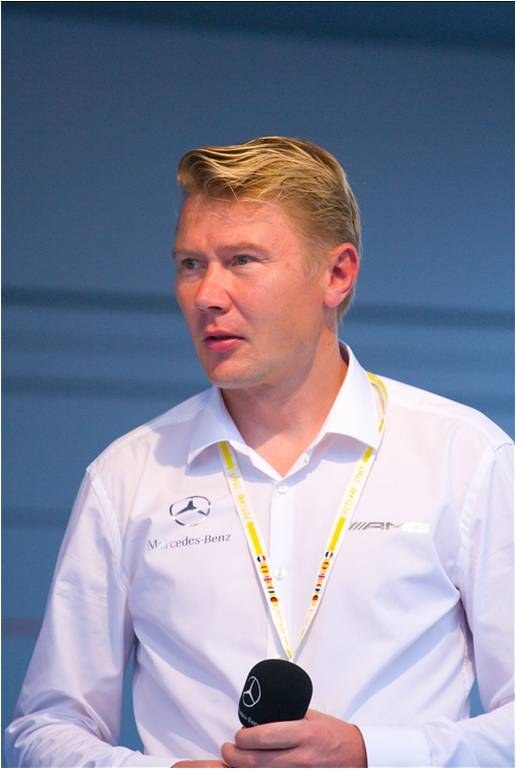
米卡·哈基宁（摄于2009年）在比赛开始时升至第一位，但在第二次进站后掉到第二。

正赛在当地时间星期日14点正式开始，现场观众达到了102,000人。在暖胎圈开始前11分钟，赛道开始下雨，但只下了8分钟。法拉利车队的机械师调整了迈克尔·舒马赫赛车前翼的角度。另有几位车手调整了尾翼角度，以改善赛车在弯道的转向。暖胎圈开始后，简森·巴顿的引擎突然无法启动，不得不排到队尾发车。
当红灯熄灭、开始比赛时，库特哈德和迈克尔·舒马赫起步缓慢。库特哈德向右阻挡住了舒马赫，帮助队友哈基宁从左侧超越到第一位。舒马赫注意到左侧的哈基宁，也跟着向左、走外线，却和费斯切拉的赛车前翼碰撞。二人都在一号弯撞上了轮胎墙，并不得不退赛。但由于二人的赛车没有停在赛道上，赛会未出动安全车。
第1圈结束时，哈基宁领先全场，库特哈德、特鲁利、德拉罗萨、埃尔文、赫伯特和维斯塔潘分列第2到7名。巴里切罗升到第10位。哈基宁持续保持对队友库特哈德的领先优势。第2圈结束时，赫伯特和维斯塔潘均超越了埃尔文；巴里切罗在超越两辆英美赛车后升至第8名，并在第3圈超越埃尔文；特鲁利在第3圈创下最快圈速1分46秒321，努力追击前方的两辆迈凯伦赛车，而第4圈和第5圈，库特哈德和哈基宁分别跑出更快的1分46秒091和1分45秒591还以颜色。后方的弗伦岑在第4圈超过海费尔德，升至第13名。在同一圈，维斯塔潘为防止与赫伯特相撞而锁死轮胎，这让巴里切罗在第5圈进入克拉克减速弯时超越维斯塔潘（后者的赛车在进弯时相当挣扎）。第6圈，巴里切罗又超越了赫伯特，升至第5名；弗伦岑超过拉尔夫·舒马赫和亚历山大·伍尔兹，升至第11名。
巴里切罗随后在第7、8圈连续创下最快圈速，不断缩小与德拉罗萨的差距，并在第12圈超过了他；弗伦岑也在第6-11圈连超多人，升至第6位。赫伯特因离合器故障，不得不在第13圈退赛。两圈后，巴里切罗在为克拉克减速弯刹车时超越特鲁利获得第3名，并在第17圈进入维修站，出站后降至第6位。弗伦岑在第18圈进站，出站后排在巴里切罗之后。到第20圈结束时，哈基宁领先库特哈德1.4秒，后者又领先特鲁利21.8秒。德拉罗萨落后特鲁利2.1秒，排名第4，领先后边的巴里切罗8.2秒。维伦纽夫在第22圈超越埃尔文，升至第8名。
第25圈，一名男子身穿白色雨衣（上面写有批评梅赛德斯-奔驰的法文），从护栏旁翻过并踏上了通往东弯的外侧赛道边缘。他在一群高速接近他的赛车前跑到赛道内侧，以避免被抓住。赛会出动安全车，并将场地封闭。特鲁利和德拉罗萨首先借机进站，其他车手也跟着进站。领跑的哈基宁也在第26圈进站，而他的队友库特哈德因未能确认车队是否在无线电中让他进站，不得不用旧轮胎又跑了一圈，直到第27圈才进站，这让他落到了第6名。也正是在第27圈，闯入赛道的男子被抓获并押出赛场。
第29圈，比赛恢复。特鲁利立即受到来自巴里切罗的压力，但顶住了后者的攻击；拉尔夫·舒马赫在第30圈在克拉克减速弯处打滑，维斯塔潘不得不紧急避让。迪尼兹试图在塞纳减速弯超过让·阿莱西时与阿莱西相撞，阿莱西的左侧车轮被撞飞，还感到腹痛、头晕，并伴有呕吐。赛会再次出动安全车，直到第31圈结束，此时哈基宁仍领跑比赛。
第32圈，伍尔兹的赛车打转、驶上草地，并因变速箱故障停在赛道一侧。但由于霍根海姆赛道的长度较长，他的赛车被执法人员移走，比赛继续进行，无需安全车第三次出动。与此同时，体育场赛段开始下小雨，一圈后雨势扩大到全场。第34圈，巴顿成为第一个进站换上雨胎的车手；而马克·赫内因引擎故障退赛。雨势迅速增大，第35圈时，体育场赛段已是倾盆大雨。维伦纽夫在驶出1号弯时，与队友里卡多·宗塔轻微碰撞，但仍继续比赛。

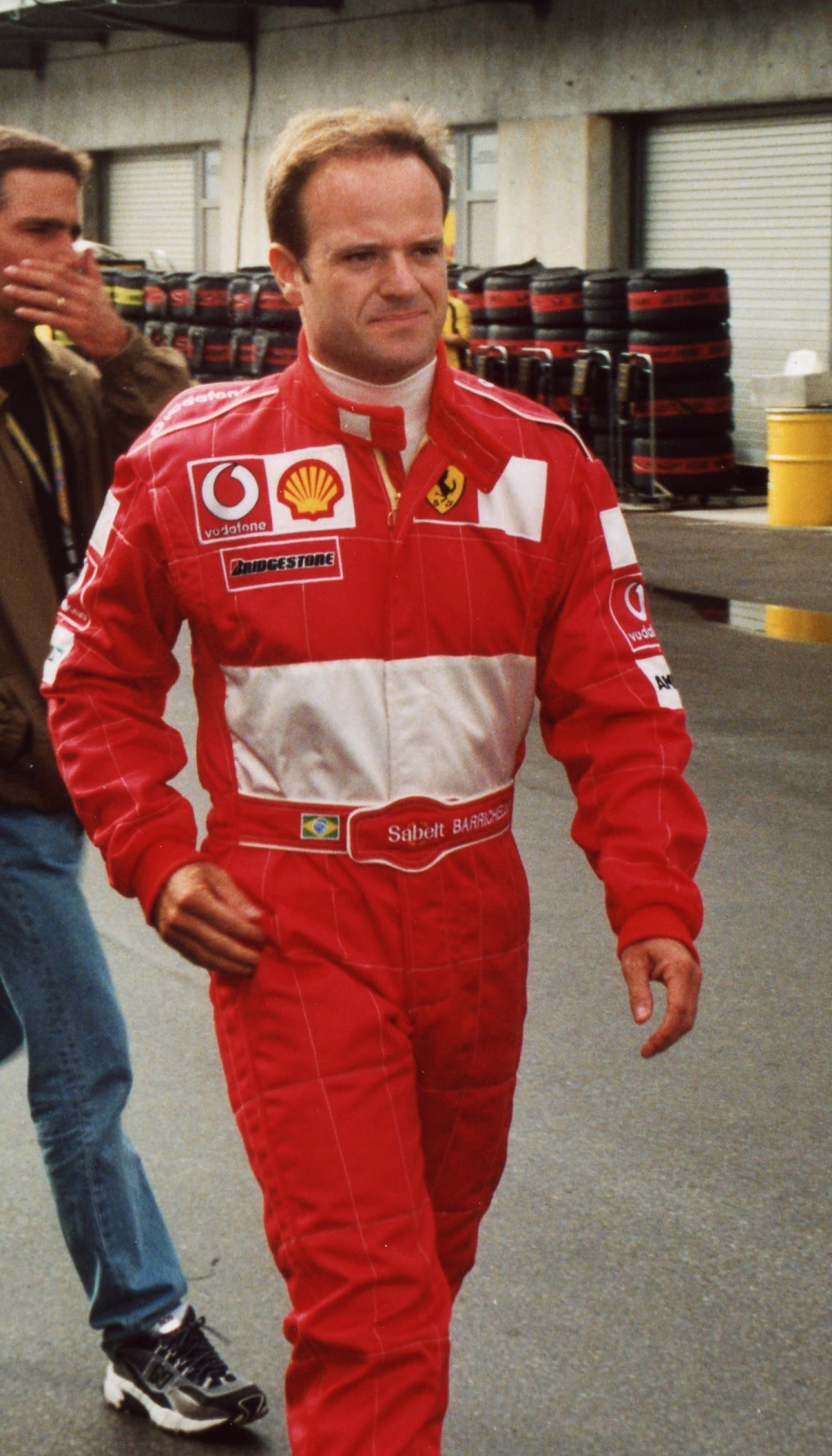
鲁本斯·巴里切罗（摄于2002年）获得本场比赛冠军。

除了巴里切罗、库特哈德、弗伦岑和宗塔之外，其他车手都进站换上雨天轮胎。而在法拉利车队技术总监罗斯·布朗告知巴里切罗，他的竞争对手哈基宁已经进站换上雨胎后，车队和巴里切罗同意留在赛道上，不进站换胎。他们认为雨水还没有到达赛道的外缘，带凹槽的干地胎仍然可以让他们跑得更快。巴里切罗在潮湿的体育场赛段驾驶得很谨慎，哈基宁在那里的圈速比他快了大约三秒。哈基宁在干燥的减速弯中失去了大量的时间优势，而且他的雨胎几乎没有抓地力。特鲁利在第37圈时接到了进站罚停10秒的处罚，这是因为他在第27圈安全车期间，于1号弯超过了刚刚离开维修站的巴里切罗。他在进站受罚后掉到第11名。宗塔也受到了处罚，但他在收听处罚的无线电时走神，而在萨克斯发夹弯（9号弯）撞上轮胎墙。库特哈德在第38圈再次进站，落到第5名，但在第40圈结束时，他超过米卡·萨洛，升至第3名（弗伦岑因赛车故障退赛）；巴顿也在同一圈超过德拉罗萨升至第5名，并在3圈后再超过萨洛。比赛最后3圈再次下雨，但巴里切罗保住了领先位置，第一个冲过终点线，职业生涯首次获得大奖赛冠军，这也是巴西车手时隔7年之后再次获得分站赛冠军（上一次是艾尔顿·塞纳夺得1993年澳大利亚大奖赛冠军）。哈基宁以7.4秒的差距获得亚军，队友库特哈德获得季军；巴顿、萨洛和德拉罗萨分获第4-6名，这也是本赛季巴顿获得的最好成绩。

### 正赛成绩
| 排名       | 车号 | 车手                   | 车队               | 完成圈数 | 用时/退赛原因 | 排位赛排名 | 积分 |
| ---------- | ---- | ---------------------- | ------------------ | -------- | ------------- | ---------- | ---- |
| 1          | 4    | 鲁本斯·巴里切罗        | 法拉利车队         | 45       | 1:25:34.418   | 18         | 10   |
| 2          | 1    | 米卡·哈基宁            | 迈凯伦-梅赛德斯    | 45       | +7.452        | 4          | 6    |
| 3          | 2    | 大卫·库特哈德          | 迈凯伦-梅赛德斯    | 45       | +21.168       | 1          | 4    |
| 4          | 10   | 简森·巴顿              | 威廉姆斯-宝马      | 45       | +22.685       | 16         | 3    |
| 5          | 17   | 米卡·萨洛              | 索伯-马石油        | 45       | +27.112       | 15         | 2    |
| 6          | 18   | 佩德罗·德拉罗萨        | 飞箭-Supertec      | 45       | +29.080       | 5          | 1    |
| 7          | 9    | 拉尔夫·舒马赫          | 威廉姆斯-宝马      | 45       | + 30.898      | 14         |      |
| 8          | 22   | 雅克·维伦纽夫          | 英美-本田          | 45       | +47.537       | 9          |      |
| 9          | 6    | 雅诺·特鲁利            | 乔丹-本田-无限     | 45       | +50.901       | 6          |      |
| 10         | 7    | 埃迪·埃尔文            | 捷豹-考斯沃斯      | 45       | +1:19.664     | 10         |      |
| 11         | 21   | 加斯东·马扎卡尼        | 米纳尔迪-Fondmetal | 45       | +1:29.504     | 21         |      |
| 12         | 15   | 尼克·海费尔德          | 普罗斯特-标致      | 40       | 交流发动机    | 13         |      |
| Ret        | 5    | 海因茨-哈拉尔德·弗伦岑 | 乔丹-本田-无限     | 39       | 变速箱        | 17         |      |
| Ret        | 19   | 乔斯·维斯塔潘          | 飞箭-Supertec      | 39       | 打转          | 11         |      |
| Ret        | 23   | 里卡多·宗塔            | 英美-本田          | 37       | 打转          | 12         |      |
| Ret        | 20   | 马克·赫内              | 米纳尔迪-Fondmetal | 33       | 引擎          | 22         |      |
| Ret        | 12   | 亚历山大·伍尔兹        | 贝纳通-Playlife    | 31       | 电子故障/打转 | 7          |      |
| Ret        | 16   | 佩德罗·迪尼兹          | 索伯-马石油        | 29       | 撞车          | 19         |      |
| Ret        | 14   | 让·阿莱西              | 普罗斯特-标致      | 29       | 撞车          | 20         |      |
| Ret        | 8    | 强尼·赫伯特            | 捷豹-考斯沃斯      | 12       | 变速箱        | 8          |      |
| Ret        | 3    | 迈克尔·舒马赫          | 法拉利车队         | 0        | 撞车          | 2          |      |
| Ret        | 11   | 詹卡洛·费斯切拉        | 贝纳通-Playlife    | 0        | 撞车          | 3          |      |
| 资料来源： |      |                        |                    |          |               |            |      |

## 赛后
巴里切罗将他的第一场胜利献给了在他职业生涯早期帮助过他的塞纳，并激动地在领奖台上喜极而泣。而他的对手，分获二、三名的哈基宁和库特哈德，也在领奖台上将他高高举起，以示祝贺。他还透露，自己坚持使用干胎是因为他相信自己在直道和弯道上会有优势。哈基宁承认自己本可以凭借干地胎夺冠，换上雨胎的决定过于保守。巴顿对他当时职业生涯最好的第四名成绩感到高兴，并赞扬他的车队及时换用雨天轮胎。在第一圈就撞车退赛的迈克尔·舒马赫指责费斯切拉造成了事故。“我退出比赛不是因为大卫（库特哈德），而是因为费斯切拉。”费斯切拉则反驳了舒马赫的指责。
然而，大多数媒体的注意力都集中在第25圈闯入赛道的人身上。据报道，这名47岁的男子名叫罗伯特·塞利（Robert Sehli），有三个孩子，在奔驰的法国工厂工作了22年，因健康原因刚被解雇。另有报道称，塞利早在1个月前的法国大奖赛上就曾计划闯入赛道，因被国际汽联摄影师代表在维修区拦住而失败；他又曾在本场德国大奖赛的暖胎圈开始前提出抗议，但被执法人员拖出赛道。罗斯·布朗批评塞利的举动“非常、非常危险”，类似的入侵“绝不允许再次发生”。塞利于第二天交保2000德国马克后获释，后来被霍根海姆赛道罚款600英镑。但法国法院判定奔驰需向塞利支付9.1万法郎赔偿，原因是“在没有任何确凿理由的情况下解雇他”。

## 赛后积分榜
|            | 排名 | 车手            | 积分 |
| ---------- | ---- | --------------- | ---- |
|            | 1    | 迈克尔·舒马赫   | 56   |
|            | 2    | 大卫·库特哈德   | 54   |
|            | 3    | 米卡·哈基宁     | 54   |
|            | 4    | 鲁本斯·巴里切罗 | 46   |
|            | 5    | 詹卡洛·费斯切拉 | 18   |
| 资料来源： |      |                 |      |

|            | 排名 | 车队            | 积分 |
| ---------- | ---- | --------------- | ---- |
|            | 1    | 法拉利车队      | 102  |
|            | 2    | 迈凯伦-梅赛德斯 | 98   |
|            | 3    | 威廉姆斯-宝马   | 22   |
|            | 4    | 贝纳通-Playlife | 18   |
|            | 5    | 英美-本田       | 12   |
| 资料来源： |      |                 |      |

- 注：积分榜仅列出前五名；迈凯伦车队被罚10分。

## 外部連結
- 2000年德国大奖赛录像（中文解说） （页面存档备份，存于）

| 上一場： 2000年奥地利大奖赛 | 2000年世界一级方程式锦标赛 | 下一場： 2000年匈牙利大獎賽 |
| 上一屆： 1999年德国大奖赛   | 德国大奖赛                 | 下一屆： 2001年德国大奖赛   |